# HD 108147
HD 108147 è una stella di magnitudine 7 nella costellazione della Croce del Sud. Nel dicembre 2019, l'Unione Astronomica Internazionale ha annunciato che la stella porterà il nome di Tupã, dal nome del dio dei popoli guarani del Paraguay. Il nome è il risultato di un concorso indetto in Paraguay dal Centro Paraguaiano di Informazioni Astronomiche, insieme al concorso globale IAU100 NameExoWorlds 2019.

## Caratteristiche
È classificata a volte come nana gialla a volte come nana bianco-gialla (il confine tra le due è arbitrario), il tipo spettrale è F8 oppure G0V.

La stella è leggermente più luminosa, più massiva e più giovane del nostro Sole.
Nel 2000 è stato individuato un pianeta extrasolare in orbita alla stella.

## Visibilità
A causa della sua distanza, circa 130 anni luce, la stella è troppo debole per essere osservata a occhio nudo. Può essere vista già con l'ausilio di un binocolo. Tuttavia a causa della sua posizione meridionale non è visibile dall'emisfero boreale, se non dai tropici.

## Prospetto
Segue un prospetto sul sistema planetario di HD 108147.
| Nome        | Nome        | Massa    | Semiasse maggiore | Periodo orbitale      | Scoperta |
| ----------- | ----------- | -------- | ----------------- | --------------------- | -------- |
| HD 108147 b | HD 108147 b | >0,40 MJ | 0,104 UA          | 10,901 ± 0,001 giorni | 2000     |